# Lewistown Heights (Montana)
Lewistown Heights es un lugar designado por el censo ubicado en el condado de Fergus en el estado estadounidense de Montana. En el Censo de 2010 tenía una población de 407 habitantes y una densidad poblacional de 66,64 personas por km².

## Geografía
Lewistown Heights se encuentra ubicado en las coordenadas 47°4′42″N 109°28′25″O / 47.07833, -109.47361. Según la Oficina del Censo de los Estados Unidos, Lewistown Heights tiene una superficie total de 6.11 km², de la cual 6.11 km² corresponden a tierra firme y (0%) 0 km² es agua.

## Demografía
Según el censo de 2010, había 407 personas residiendo en Lewistown Heights. La densidad de población era de 66,64 hab./km². De los 407 habitantes, Lewistown Heights estaba compuesto por el 95.82% blancos, el 0% eran afroamericanos, el 2.21% eran amerindios, el 0% eran asiáticos, el 0% eran isleños del Pacífico, el 0.74% eran de otras razas y el 1.23% pertenecían a dos o más razas. Del total de la población el 1.97% eran hispanos o latinos de cualquier raza.